# Bromham (Wiltshire)
Bromham – wieś w Anglii, w hrabstwie Wiltshire. Leży 40 km na północny zachód od miasta Salisbury i 135 km na zachód od Londynu. W 2001 miejscowość liczyła 1807 mieszkańców.